# Que dile y dile
Que dile y dile es el segundo álbum de estudio de la cantante andaluza Isabel Pantoja, el cual fue lanzado en 1975. Fue compuesto íntegramente por dos de los mayores exponentes de la llamada Canción andaluza, Rafael de Leon y Juan Solano. El álbum se aleja ligeramente del estilo de su álbum anterior, Fue por tu voz, experimentando esta vez con sonidos más cercanos al pop y a la música española de moda, aunque sin alejarse de las bases tradicionales de la música andaluza como el flamenco, la bulería o la rumba catalana.
Con este disco, Pantoja comenzó a ganar más popularidad entre el público español mostrando su potencial y sus excepcionales facultades para la canción y llamando la atención de diversos medios de comunicación que comienzan a llamarla La nueva voz de la canción española en un momento en que ésta se encontraba en decadencia.
Aunque no consigue un gran éxito discográfico, este disco contiene varias canciones que captan la atención del público y posteriormente se convierten en clásicos de esta etapa de la carrera de Isabel como "Garlochi", "Embruja por tu querer" y "Ahora me ha tocao a mi".

## Lista de canciones
1. Que dile y dile - 2:46
2. Ya no sé qué hacer - 3:46
3. Cartas iban y venían - 2:14
4. La real gana - 4:11
5. Garlochi - 4:01
6. Embrujá por tu querer - 2:44
7. Ahora me ha tocao a mi - 3:50
8. ¿Qué me pasa? ¿Qué tengo? - 3:26
9. Encinas reales - 3:06
10. El pompón de la canela - 3:41
11. No quiere enamorarse

## Sencillos
- Garlochi
- Embrujá por tu querer
- Ahora me ha tocao a mi

- Datos: Q30914725